# Bidʿah
Cet article possède un paronyme, voir Bida.
 (février 2010).
 (février 2011).
Si vous disposez d'ouvrages ou d'articles de référence ou si vous connaissez des sites web de qualité traitant du thème abordé ici, merci de compléter l'article en donnant les références utiles à sa vérifiabilité et en les liant à la section « Notes et références ».
Le terme bidʻah (arabe: بدعة [bidʕa], innovation, idée nouvelle, hérésie) désigne une chose considérée comme une innovation en matière de religion, qui n'a pas été rapportée comme ayant déjà été pratiquée par des prédécesseurs (salafs), ou une chose inventée sur la base d'aucun modèle précédent. 
Dans le contexte de l'islam sunnite et notamment du salafisme : « l'innovation désigne donc une voie inventée dans la religion, qui ressemble à la voie légale islamique. L'on recherche en empruntant cette voie l'exagération dans l'adoration d'Allah ».

## Vocabulaire
Le terme bid'ah seul ou le terme muhdathah signifient nouveau. Le mot bid'ah seul ou bid’ah sayyiah a une connotation négative et signifie interdit (haram) ou déconseillé (makrouh). Au contraire, bid’ah hassanah a une connotation positive et peut être « autorisé (mubah) ou recommandé (mustahab), voire obligatoire (wajib) ».

## Histoire
La bid'ah est présente dans quatre versets du Coran. C'est dans les hadiths que l'idée est développée. La différence entre bonne et mauvaise innovation se trouve dans Sahih Muslim.
Du vivant de Mahomet, des hadiths rapportent des innovations de ses compagnons que celui-ci accueille favorablement.
Plusieurs ajouts, dont la prière tarawih ou l'utilisation de diacritiques de l'alphabet arabe sont faites après la mort de Mahomet.

## Définition
Résumé de l'explication de l'imam Ash Shâtibî au sujet de sa définition :
- la voie : ce qui est établi et emprunté
- dans la religion : l'innovation est restreinte à la religion parce que c'est dans son cadre qu'elle est inventée et que c'est à elle (à la religion) que l'adjoint celui qui la commet.

les voies dans la religion se divisent en 2 catégories : certaines ont une origine dans la législation islamique et d'autres n'ont pas d'origine. L'innovation relève de la catégorie inventée (2e catégorie)
- qui ressemble à la voie légale islamique : elle s'apparente à la voie légale dans l'aspect extérieur alors qu'en réalité elle n'en fait pas partie mais y est opposée en plusieurs points de vue: comme le fait de s'astreindre à des modalités et attitudes particulières  sans autorisation du Législateur pour cela, et comme le fait de s'astreindre à des adorations particulières dont on ne trouve pas une telle spécification dans la Législation (al-Shariʼa)
- l'on recherche en empruntant cette voie l’exagération dans l'adoration d'Allah  : parce que l'origine du fait d'y entrer (dans l'innovation) exhorte à s'adonner à l'adoration et à en donner envie, comme s'il n'était pas apparu à l'innovateur que ce que le législateur a établi comme cultes est suffisant et il a donc exagéré et ajouté, répété et recommencé[4].